# Here Comes the Fuzz
Here Comes the Fuzz — дебютный студийный альбом английского DJ Марка Ронсона, вышедший в 2003 году. Диск не стал коммерчески успешным, сам музыкант шутил, что «только 12 человек купили его.»

## Список композиций
1. «Intro» — 1:25
2. «Bluegrass Stain’d» (при участии Nappy Roots & Anthony Hamilton) — 4:11
3. «Ooh Wee» (при участии Ghostface Killah, Nate Dogg & Trife) — 3:29
4. «High» (при участии Aya) — 4:05
5. «I Suck» (при участии Rivers Cuomo) — 2:55
6. «International Affair» (при участии Sean Paul & Tweet) — 3:24
7. «Diduntdidunt» (при участии Saigon) — 3:58
8. «On the Run» (при участии Mos Def & M.O.P.) — 2:37
9. «Here Comes the Fuzz» (при участии Джэк Уайт, Freeway & Nikka Costa) — 3:09
10. «Bout to Get Ugly» (при участии Rhymefest & Anthony Hamilton) — 3:33
11. «She’s Got Me» (при участии Daniel Merriweather) — 3:49
12. «Tomorrow» (при участии Q-Tip & Debi Nova) — 3:55
13. «Rashi (Outro)» — 2:00

### Японский бонус-трек
1. «NYC Rules» (Daniel Merriweather featuring Saigon)

## Чарт
| Чарт (2003)                      | Пик |
| -------------------------------- | --- |
| Billboard Top R&B/Hip-Hop Albums | 84  |
| Чарт (2007)                      | Пик |
| UK Albums Chart                  | 70  |

## История релиза
| Дата                 | Страна         | Лейбл   | Формат(ы) |
| -------------------- | -------------- | ------- | --------- |
| 8 сентября 2003 года | Великобритания | Elektra | CD, LP    |
| 9 сентября 2003 года | United States  | Elektra | CD, LP    |